# Campodorus haematodes
Campodorus haematodes là một loài tò vò trong họ Ichneumonidae.